# Wappenpfeiler

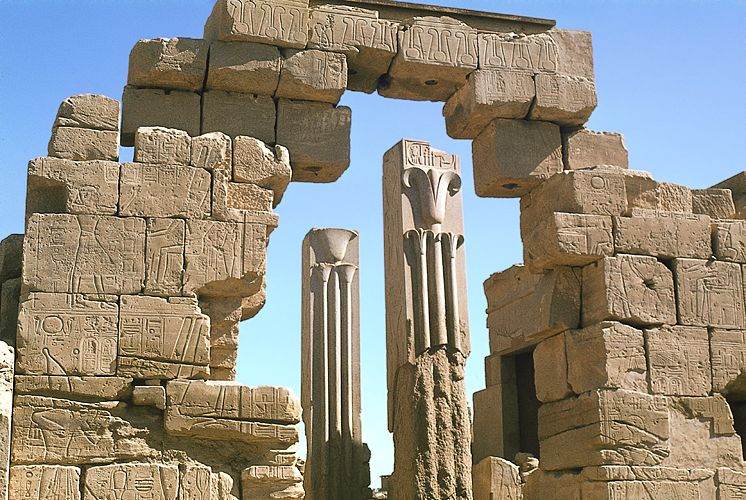
Wappenpfeiler in Karnak

Thutmosis III. erbaute in der Tempelstadt von Karnak u. a. viele Obelisken, Kolossalfiguren und die Wappenpfeiler.

## Bedeutung
Die Wappenpfeiler spiegeln wie kaum ein anderes Denkmal den Gedanken der staatlichen Einheit Ägyptens wider. Jeweils eine Seite der Pfeiler ist mit reliefartigen Pflanzen der Landesteile verziert. Der Papyrus (im Norden) repräsentiert Unterägypten und die Lilie (im Süden) Oberägypten.

## Architektur
Die Pfeilersymbole mit einer Höhe von 6,77 Metern wurden vor der Eingangsfront im Annalensaal des Barkensanktuars errichtet und bestehen aus rotem Granit. Thutmosis III. schmückte sie mit Berichten über seine Feldzüge in Syrien.